# Klemskerke
Klemskerke is een oud polderdorpje in de Belgische provincie West-Vlaanderen en een deelgemeente van de kustgemeente De Haan. Het was een zelfstandige gemeente tot aan de gemeentelijke herindeling van 1977.

## Geschiedenis
In de omgeving was in de bronstijd en ijzertijd sprake van bewoning van vissers en zoutzieders. Ook uit de Romeinse tijd zijn overblijfselen gevonden.
Waarschijnlijk ontstond de kern Klemskerke op een hoger gelegen gebied in een onbedijkte omgeving. Twijfelachtige bronnen maken gewag van de stichting van een kerkje door Willibrordus omstreeks 700. Het zijn echter vooral de indijkingen in de 10e en 11e eeuw die meer permanente bewoning mogelijk maakten. Diverse abdijen verwierven er bezittingen en hoeven. Het oudste gevonden geschreven document over Klemskerke gaat terug tot 1003, waar de plaats wordt vermeld als "Clemeskirca", kerk van Clemens. Mogelijk werd in de 12e eeuw een romaanse kerk gebouwd en in de 13e en 14e eeuw werd deze door een gotisch kerkgebouw vervangen. Eind 16e eeuw werd deze door de geuzen verwoest en in de loop van de 17e eeuw hersteld.
In 1869 kwamen de Zusters van Liefde uit Heule zich vestigen. Ze stichtten een klooster en een school. Vanaf 1886 ontwikkelde het gehucht De Haan zich tot badplaats.
Klemskerke was tot 1977 een zelfstandige Belgische gemeente, met de dorpskern op een drietal kilometer van de kustlijn. Op het grondgebied van Klemskerke en buurgemeente Vlissegem lag vlak tegen de kust een gehucht De Haan, dat vanaf de 19de eeuw uitgroeide tot een grote villawijk en toeristische badplaats en grotendeels op het grondgebied van Klemskerke lag. Bij de gemeentelijke fusies in 1977 werd Klemskerke een onderdeel van de fusiegemeente De Haan, waarvan De Haan-Centrum de hoofdkern werd. Ook tegen de grens met Bredene op d'Heye, ontstond tegen de kust een toeristisch gehucht, Vosseslag. Een 600-tal mensen wonen in de dorpskern van Klemskerke, maar op het grondgebied wonen meer dan 5000 mensen in Vosseslag en in De Haan-Centrum.

## Demografische ontwikkeling
- Bronnen:NIS, Opm:1831 tot en met 1970=volkstellingen; 1976 = inwoneraantal op 31 december

## Bezienswaardigheden
- De Sint-Clemenskerk
- De Geersensmolen

De huidige kerk, genoemd naar Sint-Clemens, dateert uit de 13de-14de eeuw, toen een gotische hallenkerk werd gebouwd ter vervanging van een oorspronkelijk kerkje. Het koor werd in 1856 uitgebreid. De kerk is net als een staakmolen uit 1963 beschermd.

## Galerij

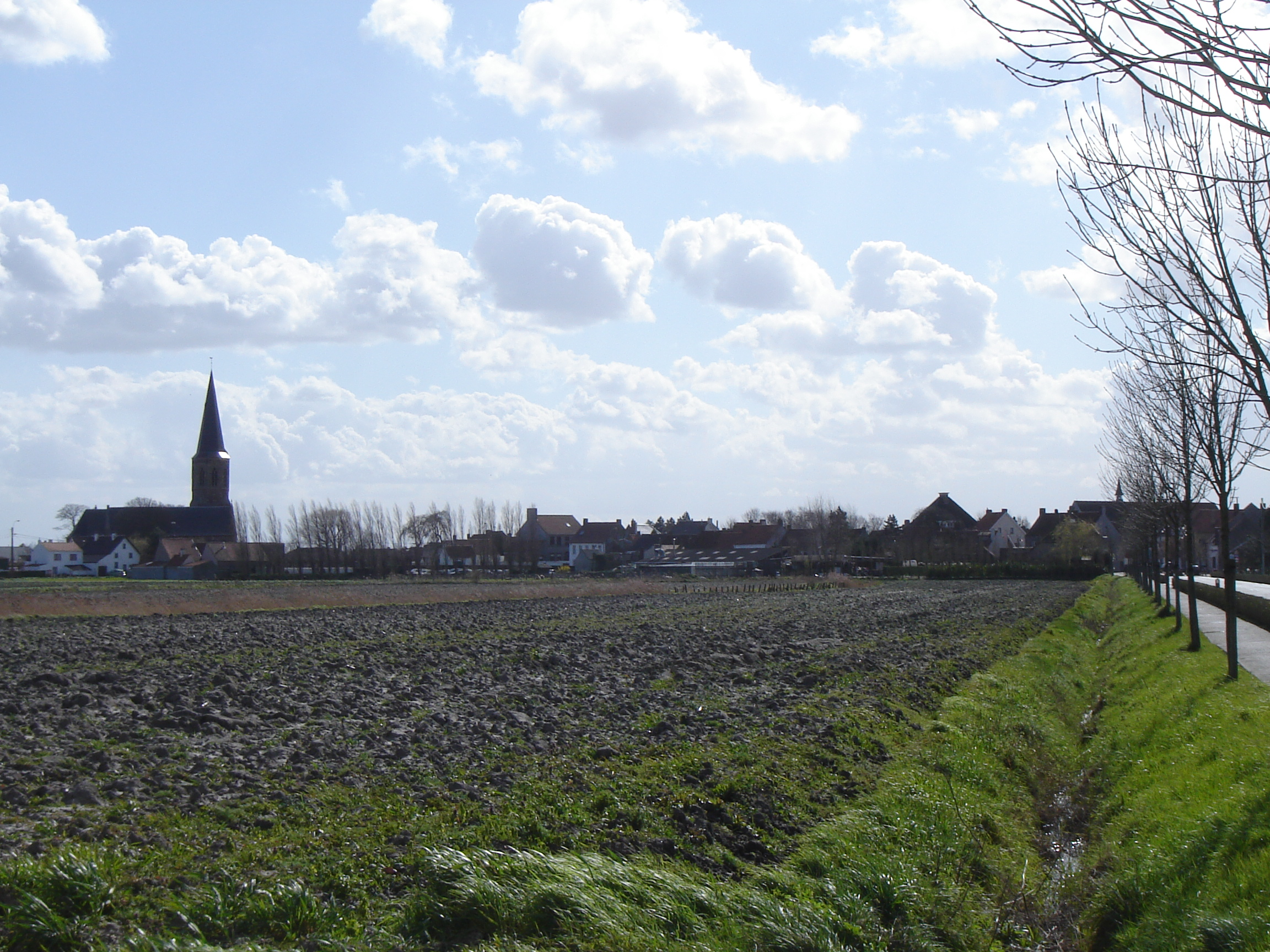
Klemskerke
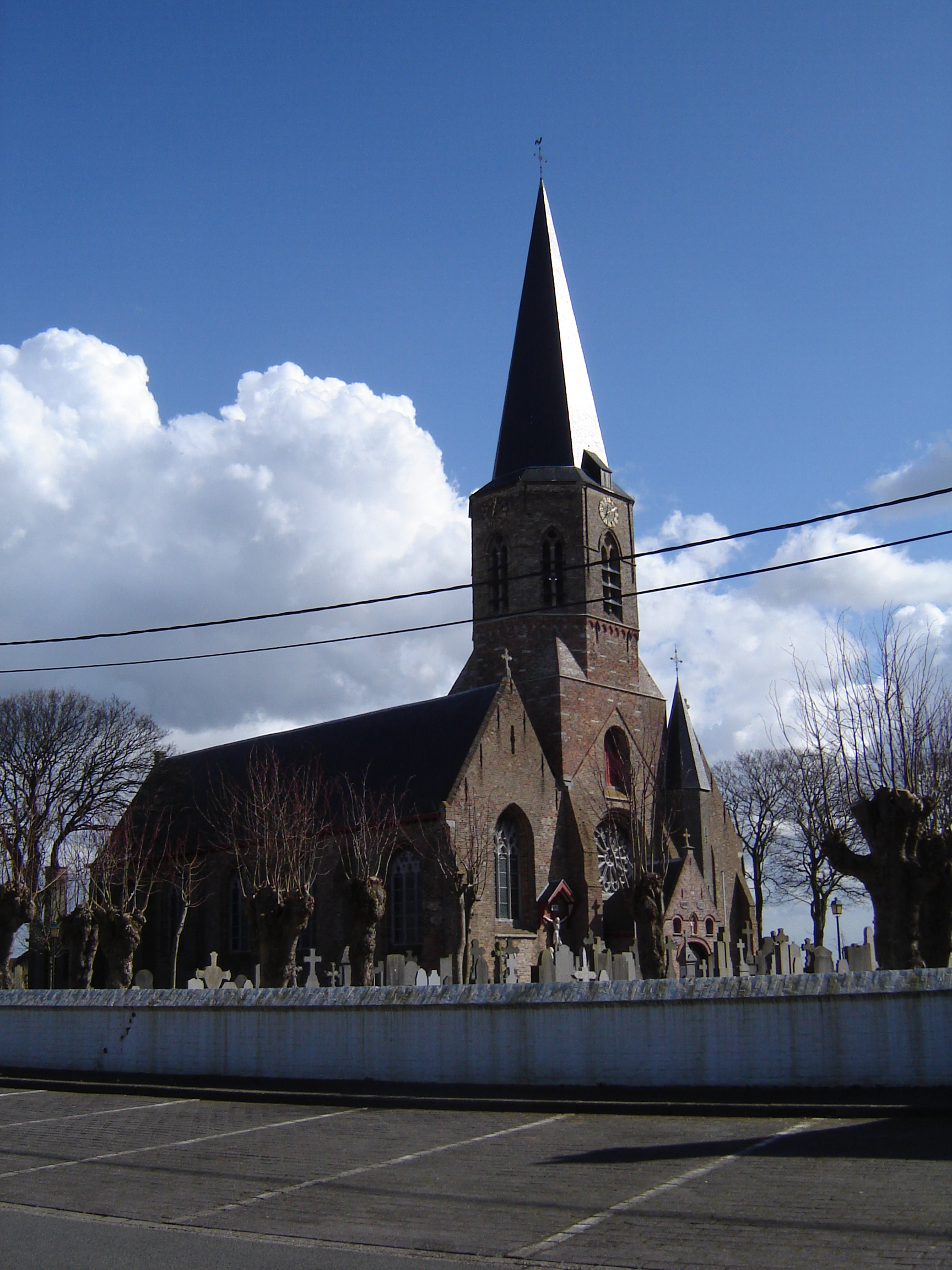
Sint-Clemenskerk
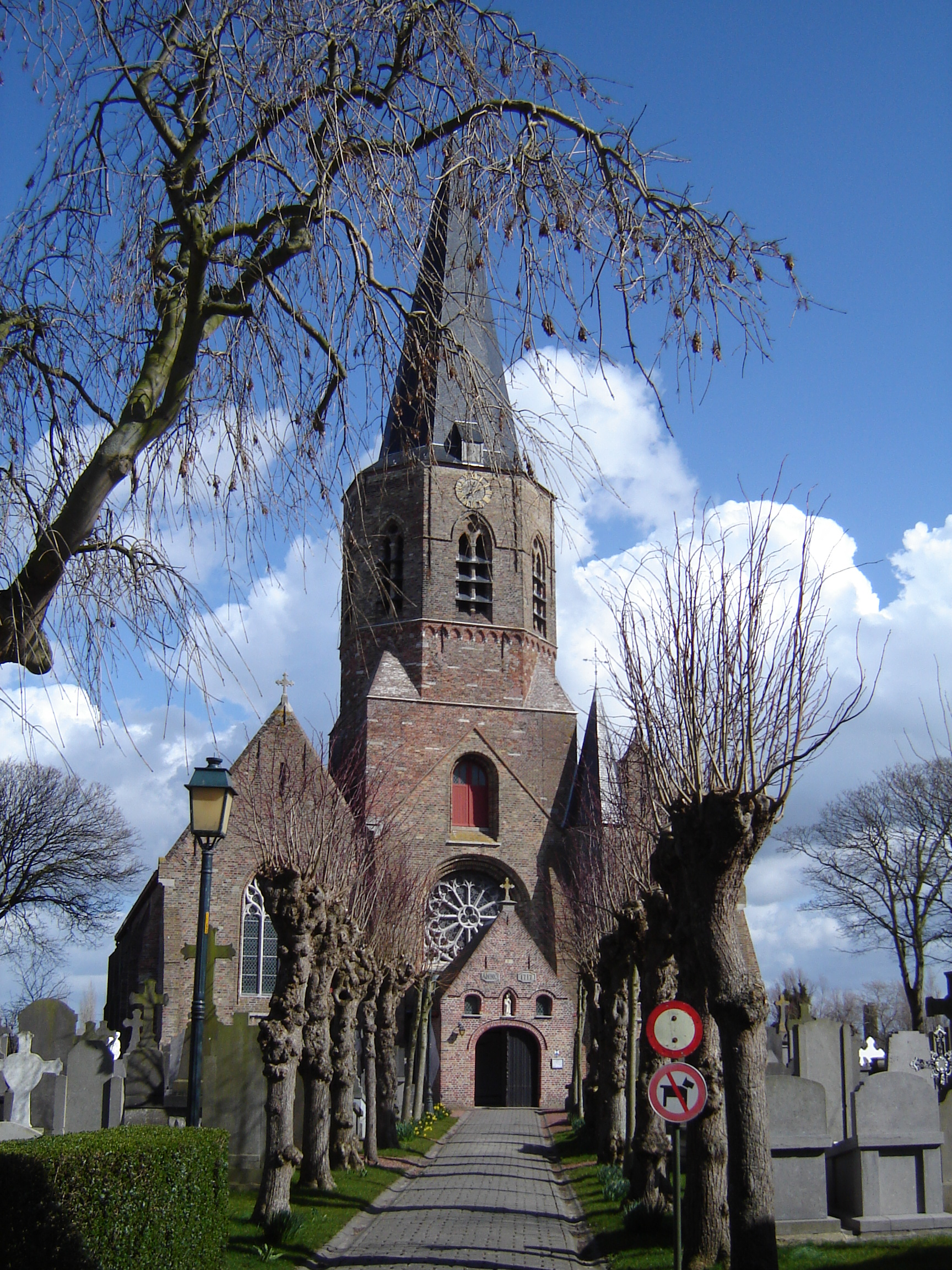
Sint-Clemenskerk
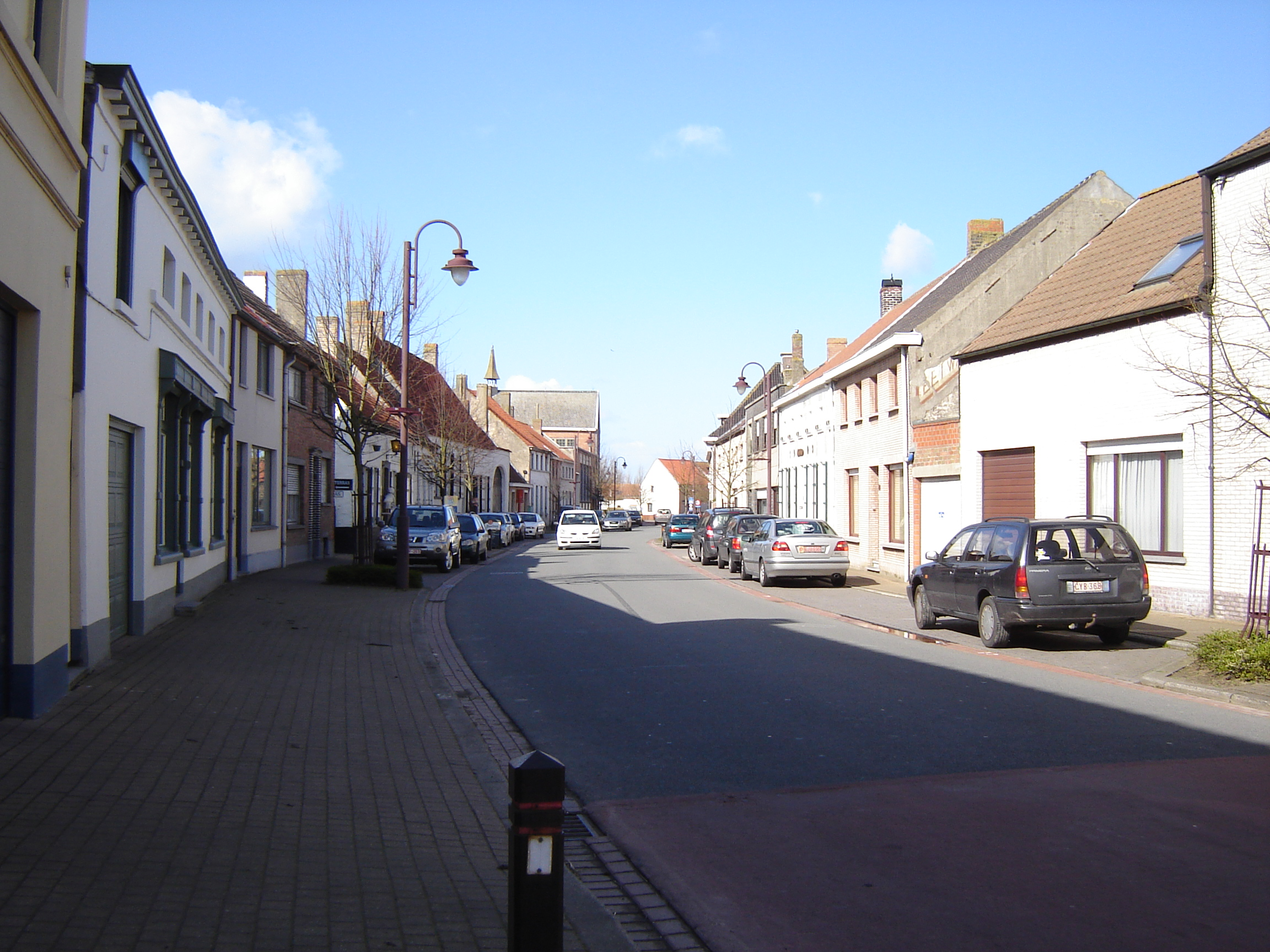
Dorpsstraat, hoofdweg door het dorpscentrum

## Natuur en landschap
Klemskerke ligt in het West-Vlaams polderland op een hoogte van ongeveer 2 meter. Natuurgebieden zijn de Poldergraslanden tussen Klemskerke en Vlissegem.In het zuiden van dit landelijke dorp loopt de Noordede.

## Den Boerentram
De eerste NMVB-tramlijn Oostende-De Haan (1886-1955), via Bredene-Dorp en Vosseslag, liep door het landschap van Klemskerke, maar bleef buiten het dorp, en daar was een halte. Er is nog steeds een bushalte die "tramhalte" heet, en op die manier de enige herinnering is. De opvolger van de tram, buslijn 766, kwam wel tot in en later door het dorp. Na 2003 is dit buslijn 46 geworden. De tram reed ongeveer om de twee uur, was eerst een stoomtram, en sloot in De Haan op de nog steeds bestaande Kusttramlijn aan. De busdienst had in de jaren '80 nog 41 ritten per doordeweekse dag, 26 op zaterdag, en 20 op zondag; rond 2000 zijn er nog maar vier ritten over; alleen doordeweeks. De bus rijdt wel verder dan Klemskerke; tot De Haan Lindenhof, maar rijdt niet naar De Haan tramstation door. In 2023 blijven er maar twee van die vier ritten over(vice-versa); vreemd genoeg alléén in de middagspits.Op de netkaart op de website van De lijn is in 2023 nog steeds de verlenging naar Vlissegem te zien, die in 2013 op proef begon. Blijkbaar duurde dat niet lang. Toen kwam deze lijn wel door De Haan centrum.

## Nabijgelegen kernen
Bredene, De Haan-Centrum, Vlissegem, Stalhille